# Algèbre alternative

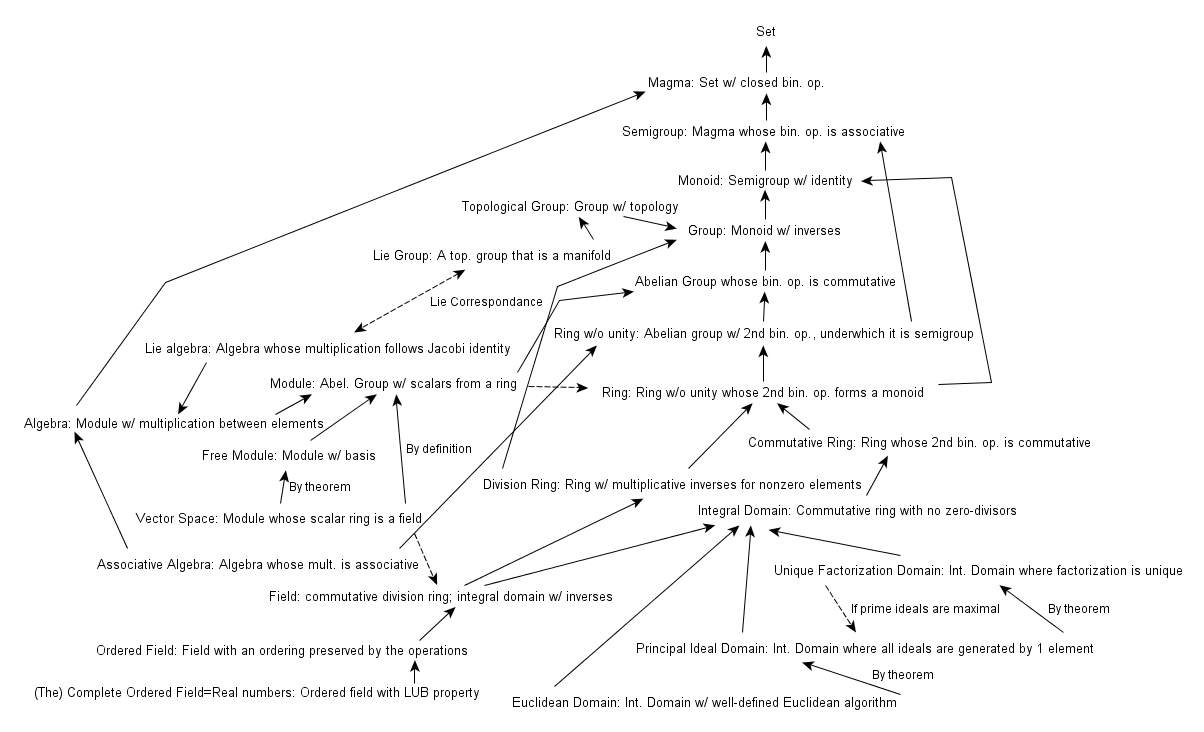
Organigramme des relations entre les différentes structures algébriques

En algèbre, une algèbre alternative est une algèbre dans laquelle la multiplication n'est pas nécessairement associative mais satisfait à deux identités exprimant l'alternativité, à savoir
- {\displaystyle x(xy)=(xx)y}
- {\displaystyle (yx)x=y(xx)}

pour x et y quelconques dans l'algèbre.
Toute algèbre associative est évidemment alternative mais certaines algèbres strictement non associatives telles que les octonions le sont aussi.

## L'associateur
Les algèbres alternatives sont ainsi nommées car ce sont les algèbres pour lesquelles l'associateur est alterné. L'associateur est l'application trilinéaire définie pour x, y et z quelconques par
{\displaystyle [x,y,z]=(xy)z-x(yz)}.
Par définition, une application multilinéaire est alternée si elle s'annule dès que deux de ses arguments sont égaux. Les identités alternatives à gauche et à droite pour une algèbre sont respectivement équivalentes à
{\displaystyle [x,x,y]=0}
{\displaystyle [y,x,x]=0.}
Ces deux identités impliquent ensemble que
{\displaystyle [x,y,x]=[x,x,x]+[x,y,x]-[x,x+y,x+y]=[x,x+y,-y]=[x,x,-y]-[x,y,y]=0}
pour tous x et y. Cette condition est équivalente à l'identité flexible
{\displaystyle (xy)x=x(yx).}
L'associateur d'une algèbre alternative est donc alterné. Réciproquement, toute algèbre dont l'associateur est alterné est clairement alternative. Par symétrie, toute algèbre qui satisfait à deux des trois conditions suivantes :
- identité alternative à gauche : {\displaystyle x(xy)=(xx)y}
- identité alternative à droite : {\displaystyle (yx)x=y(xx)}
- identité flexible : {\displaystyle (xy)x=x(yx)}

satisfait également à la troisième ; elle est donc alternative.
Un associateur alterné est toujours totalement antisymétrique, c'est-à-dire que
{\displaystyle [x_{\sigma (1)},x_{\sigma (2)},x_{\sigma (3)}]=\operatorname {sgn}(\sigma )[x_{1},x_{2},x_{3}]}
pour toute permutation {\displaystyle \sigma } de {1, 2, 3}. La réciproque est vraie si la caractéristique du corps de base n'est pas 2.

## Exemples
- Toute algèbre associative est alternative.
- Les octonions forment une algèbre alternative non associative, une algèbre à division normée de dimension 8 sur les nombres réels[3].
- Plus généralement, toute algèbre d'octonions est alternative.

### Non-exemples
- Les sédénions et toutes les algèbres de Cayley-Dickson supérieures perdent la propriété d'alternativité.

## Propriétés
Le théorème d'Artin stipule que dans une algèbre alternative, la sous-algèbre engendrée par deux éléments quelconques est associative. Réciproquement, toute algèbre pour laquelle cette condition est vérifiée est manifestement alternative. Il en résulte que dans une algèbre alternative, les expressions impliquant seulement deux variables peuvent être écrites sans ambiguïté sans parenthèses. Une généralisation du théorème d'Artin exprime que chaque fois que trois éléments x, y et z d'une algèbre alternative annulent l'associateur (c'est-à-dire que {\displaystyle [x,y,z]=0}), la sous-algèbre engendrée par ces éléments est associative.
Un corollaire du théorème d'Artin est que les algèbres alternatives sont associatives des puissances, c'est-à-dire que la sous-algèbre générée par un seul élément est associative. La réciproque n'est pas vraie : les sédénions sont une algèbre associative des puissances mais pas alternative.
Les identités de Moufang
- {\displaystyle a(x(ay))=(axa)y}
- {\displaystyle ((xa)y)a=x(aya)}
- {\displaystyle (ax)(ya)=a(xy)a}

ont lieu dans n'importe quelle algèbre alternative.
Dans une algèbre alternative unitaire, les inverses pour la multiplication sont uniques pour autant qu'ils existent. De plus, pour tout élément inversible x et tout y on a
{\displaystyle y=x^{-1}(xy).}
Il est équivalent de dire que l'associateur {\displaystyle [x^{-1},x,y]} s'annule pour de tels x et y.
Si {\displaystyle x} et {\displaystyle y} sont inversibles alors {\displaystyle xy} l'est aussi et son inverse est {\displaystyle (xy)^{-1}=y^{-1}x^{-1}}. L'ensemble des éléments inversibles est donc stable par multiplication et il forme une boucle de Moufang. Cette boucle des unités dans un anneau ou algèbre alternatif est analogue au groupe des unités dans un anneau ou algèbre associatif.
Le théorème de Kleinfeld exprime que tout anneau alternatif non associatif simple est une algèbre d'octonions généralisée sur son centre. Plus généralement, la structure des anneaux alternatifs est présentée dans le livre Rings That Are Nearly Associative de Zhevlakov, Slin'ko, Shestakov et Shirshov.

## Applications
Le plan projectif sur toute algèbre à division alternative est un plan de Moufang.
La relation étroite entre les algèbres alternatives et les algèbres de composition a été établie par Guy Roos en 2008. Soit A une algèbre ayant pour unité e et munie d'un anti-automorphisme involutif {\displaystyle a\mapsto a^{*}} tel que a + a* et aa* appartiennent à la droite engendrée par e pour tout a dans A. On note n(a) = aa* pour tout a de A. Si n est une application non singulière dans le corps de base de A et si A est alternative, alors (A, n) est une algèbre de composition.